# Bloedbad van het Brood
Het Bloedbad van het Brood, ook bekend als het Bloedbad in de Via Maqueda vond plaats in Palermo, in het koninkrijk Italië, op 19 oktober 1944 tijdens de Tweede Wereldoorlog. Het Koninklijk Leger schoot betogende burgers dood.
De namen van het bloedbad in het Italiaans zijn Strage del pane, respectievelijk Strage di Via Maqueda.

## Verloop
Na de Operatie Husky, of landing op Sicilië door de Geallieerden in juli 1943 begon hun Italiaanse Veldtocht. Voor de Sicilianen was het een periode van hongersnood, militaire doortochten en bombardementen. Het koninkrijk Italië stelde sinds 1944 een Hoge Commissaris voor Sicilië aan, teneinde de chaos voor de burgerbevolking te beperken. In oktober 1944 was dit Salvatore Aldisio.
De bevolking in Palermo manifesteerde op 19 oktober 1944 in de Via Maqueda voor de prefectuur van Palermo, die haar intrek had in het Palazzo Comitini. Het ging om een vierduizendtal ongewapende betogers. De aanleiding was het uitblijven van de verdeling van rantsoeneringskaarten. In het algemeen wensten de manifestanten 'brood, pasta en jobs'; het waren hun slogans. Ze waren de Geallieerde bombardementen op hun huizen moe en hadden honger.
Een delegatie van arbeiders werd ontvangen op de prefectuur, bij prefect Paolo d’Antonio en Hoge Commissaris Aldisio. Slechts een dertigtal politiemannen beschermden de prefectuur. De spanning nam toe toen mannen met houten stokken op de luiken van de vensters klopten.
Hoge Commissaris Aldisio telefoneerde naar het leger met het bevel om de betogers uiteen te schieten. De 47e Infanteriedivisie, bijgenaamd Bari, schoot op de burgers en gooide twee handgranaten in de Via Maqueda. Het ging om vijftig soldaten uit de nabije kazerne Ciro Scianna. Tijdens de beschieting kregen deze soldaten stenen naar het hoofd geslingerd.
Het bilan bedroeg 24 doden en 158 gekwetsten, allen burgers. Onder de doden waren er twee vrouwen: zij waren op dat moment aan het werk in een strijkatelier waar een granaat binnenrolde.

## Politieke gevolgen en proces
Het bloedbad gaf een wrange smaak aan het politieke leven in het koninkrijk Italië dat het fascisme van zich afgeschud had. Het Bloedbad van het Brood betekende een stimulans voor sommige Sicilianen om een separatistische koers te varen.
In 1947 kwam het tot een proces tegen de militairen van de 47e Infanteriedivisie. Zij werden allen vrijgesproken door het Militair Tribunaal van Tarente. De rechters oordeelden dat de militairen schoten uit wettige zelfverdediging, een uitspraak die in Palermo slecht onthaald werd. Het bloedbad geraakte in de vergetelheid omdat de Italiaanse Republiek geen verdere ruchtbaarheid wilde geven aan separatistische verzuchtingen vanuit Sicilië.
Pas vijftig jaar later, in 1994, kwam er een herdenkingsplaat met de namen van de slachtoffers in het Palazzo Comitini.